# Wladimir Bobrow

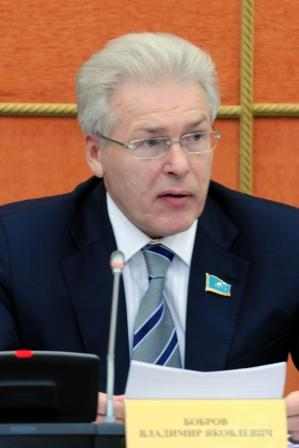
Wladimir Jakowlewitsch Bobrow

Wladimir Jakowlewitsch Bobrow (russisch Владимир Яковлевич Бобров; * 14. August 1953 in Krasnoturjinsk, Oblast Swerdlowsk, RSFSR, UdSSR) ist ein kasachischer Politiker russischer Abstammung.

## Leben
Bobrow absolvierte 1975 ein Studium der Energietechnik am Industrie-Institut von Pawlodar (heute Staatliche Universität Pawlodar) und ließ sich zum Elektroingenieur ausbilden. Dort war er im Anschluss bis 1988 als Dozent und Abteilungsleiter tätig.
Zwischen 1993 und 2004 war Bobrow Vorstandsvorsitzender von „Kasenergokabel“ (ОАО «Казэнергокабель»), einem Unternehmen für die Herstellung von Kabeln und Drahterzeugnissen.
Von 2004 bis 2012 saß er als Abgeordneter im kasachischen Parlament „Mäschilis“ und vertrat hier die regierende Fraktion „Nur Otan“.
Von 2012 bis 2016 war Bobrow Abgeordneter des Senat, des Oberhauses des kasachischen Parlaments.
Seit Juni 2017 bekleidet Bobrow die Funktion des Vorsitzenden der Nationalen Unternehmerkammer der Republik Kasachstan „Atameken“.